# Nudachaspis fodiens
Nudachaspis fodiens är en insektsart som först beskrevs av Green 1899.  Nudachaspis fodiens ingår i släktet Nudachaspis och familjen pansarsköldlöss.
Artens utbredningsområde är Sri Lanka. Inga underarter finns listade i Catalogue of Life.